# 矿山镇 (会泽县)
矿山镇，是中华人民共和国云南省曲靖市会泽县下辖的一个镇。

## 行政区划
矿山镇下辖以下地区：
小街社区、矿山村、布卡村、拖翅村、扯落村、二关营村、大箐村、河湾子村、格核米村、洒衣村、老坪子村、九龙村、二台坡村和酒房村。